# УВБ-76
«УВБ-76», также известная как «Жужжалка» — российская военная радиостанция, до 2023 года принадлежавшая Западному военному округу и вещающая на частоте 4625 кГц с однополосной модуляцией на верхней боковой полосе. Бо́льшую часть времени радиостанция транслирует маркер канала, который звучит как короткий «жужжащий» сигнал, повторяющийся около 25 раз в минуту, но иногда маркер прерывается, после чего происходит передача голосовых закодированных сообщений на русском языке. Вещание станции осуществляется непрерывно. Дата начала вещания оспаривается. Предполагается, что станция начала вещание в 1975 году.

## Название
Первоначально станцию в обиходе стали идентифицировать как «УЗБ-76», но из-за неправильно переданной транскрипции, её название закрепилось как «УВБ-76». Из-за характерного «жужжащего» дежурного сигнала (маркера) данной станции в обиходе закрепилось также название «Жужжалка». Однако в известных переданных сообщениях ни разу не фигурировало название станции или её позывной — все известные переданные сообщения являются уникальными, что не позволяет интерпретировать их части в данном качестве. Все закрепившиеся «названия» данной станции, такие как «НЖТИ», «МДЖБ», «ЖУОЗ», «АНВФ», «НАИМИНА», «БРОМАЛ» и другие, образованы по признаку первого слова из текстового сообщения после прерывания дежурного сигнала.

## Формат вещания

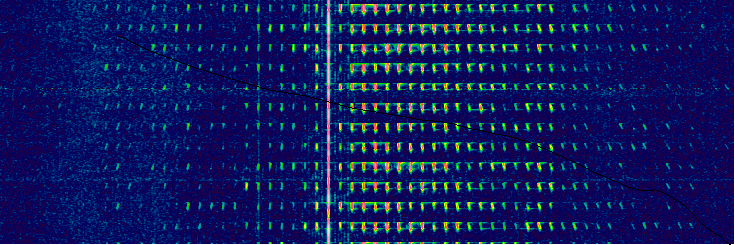
Спектрограмма «УВБ-76»

Бо́льшую часть времени радиостанция транслирует дежурный сигнал (маркер) канала, который звучит как «жужжащий» звук частотой 110 Гц (либо других частот, например 120 или 130 Гц), длящийся 1,2 секунды и приостанавливающийся на 2—2,3 секунды. Станция вещает с использованием однополосной амплитудной модуляции (в режиме SSB) на верхней боковой полосе (USB), но раньше она также использовала классическую амплитудную модуляцию (A3E).  До ноября 2010 года жужжание длилось примерно по 0,8 секунды, а пауза длилась менее 1,5 секунды. За минуту до начала часа повторяющийся сигнал был ранее заменён непрерывным, непрекращающимся чередующимся тоном, который продолжался в течение одной минуты, пока короткое повторяющееся жужжание не возобновилось, хотя это прекратилось в июне 2010 года. Жужжания со временем стали длиннее по продолжительности и глубже по высоте, а сбои стали более частыми, что предполагает возможность их механического генерирования.
Иногда маркер канала прерывается, после чего происходит передача голосовых закодированных сообщений на русском языке.

### Сообщения

#### Обычные сообщения
Перед передачей сообщений маркер станции отключается, после чего передаётся голосовое сообщение в следующем формате: позывной получателя — опознавательная группа — кодовое слово 1 — контрольные группы 1 (кодовое слово N — контрольные группы N). Позывные получателей звучат только в фонетической азбуке русского языка, в то время как кодовые слова передаются сначала целиком, а затем в фонетической азбуке. Кодовые слова в сообщениях могут быть одно- или двухсоставными. Примеры односоставных кодовых слов: «КАРАНДАШ», «ОМЕРТВЛЕНИЕ» и так далее. Двухсоставные слова, как правило, состоят из более коротких корней, которые всегда разделены буквой «О», например: «ЛЕСОЛЕД», «КРАСОПУХ», «АМИЛОТИР» и так далее. Обычно это используется, чтобы избежать повтора слов.
Пример сообщения с двухсоставным словом, обнаруженного в эфире 20 февраля 2022 года:
НЖТИ 55439 ЛЕСОЛЕД 6302 3118
Голосовые сообщения в подобном формате фиксировались радиолюбителями регулярно, начиная с 1982 года, а также 24 декабря 1997 года, 12 сентября 2002 года, 21 февраля 2006 года, 23 августа 2010 года, 17 декабря 2024 19 и 22 мая 2025 года.

#### Необычные сообщения
В некоторых случаях в эфире можно обнаружить отдалённые разговоры и другие фоновые шумы, что позволяет предположить, что гудящие звуки генерируются не самим передающим устройством, а с устройства, расположенного за постоянно работающим микрофоном. Из-за случайных колебаний высоты жужжащих тонов предполагается, что они могут генерироваться тональным колесом, используемым в орга́не Хаммонда. Также возможно, что микрофон иногда улавливает звуки, исходящие от технического персонала, работающего на участке трансляции. Один из таких разговоров на русском языке попал в эфир 3 ноября 2001 года:
Я — 143. Не получаю генератор… Идёт такая работа от аппаратной…
Однако на частоте вещания радиостанции могут активно действовать значительное количество радиохулиганов, поэтому практически все сообщения о якобы переданных необычных сообщениях не связаны с вещанием данной радиостанции.

## Местоположение
Ранее передатчик был расположен недалеко от посёлка Поварово (Московская область) (координаты 56°05′00″ с. ш. 37°06′37″ в. д.). Местоположение и позывные получателей были неизвестны до первой записанной голосовой трансляции в 1997 году.
В сентябре 2010 года передатчик станции был перенесён в Ленинградскую область, недалеко от деревни Керро.
Также у «УВБ-76» есть ещё несколько передатчиков.

## Вероятные функции
О предназначении радиостанции нет единой версии, поскольку официально назначение станции не было подтверждено какими-либо правительственными или вещательными органами. Существует ряд российских станций, которые придерживаются аналогичного формата вещания (например, «Капля», а также некоторые другие). Подобно «Жужжалке», эти станции передают характерный звук, который постоянно повторяется, но иногда прерывается для передачи закодированных голосовых сообщений.
Римантас Плейкис, бывший министр связи и информационных технологий Литвы, утверждал, что цель голосовых сообщений — подтвердить, что операторы на принимающих станциях находятся в состоянии готовности.
Предполагается, что голосовые сообщения являются своего рода российской/советской военной связью, однако они также могут быть номерными станциями для спецслужб, таких как ФСБ или бывшего КГБ СССР. Предполагается, что жужжащий звук является маркером канала, используемым для поддержания занятой частоты, что делает его неудобным для использования другими потенциальными пользователями. Узнаваемый уникальный звук может быть использован для настройки аналогового приёмника. Модуляция может быть обнаружена электромеханическим частотным детектором, подобным камертону. Это можно использовать для активации шумоподавления на приёмнике. Из-за различных свойств излучения в коротковолновых диапазонах использование шумоподавления на основе уровня ненадёжно.
В 2017 году ведущие радиостанции Коммерсантъ FM высказали предположение, опираясь на мнение одного из радиолюбителей, что УВБ-76 используется для связи военкоматов в Западном военном округе, а звучащие в эфире числа являются зашифрованными командами (некоторые из радиолюбителей утверждали, что слышали звучание станции в военкоматах и даже смогли расшифровать несколько прозвучавших в эфире команд).
По версии Би-би-си, радиовышка станции подключена к российской ракетной системе «Периметр» и излучает сигнал так называемой «Мёртвой руки», который вызовет ответный ядерный удар, если сигнал будет прерван в результате ядерной атаки против России. В конце 2024 года председатель комитета Государственной думы Федерального собрания РФ по обороне Андрей Картаполов заявил, что УВБ-76 не имеет отношения к системе «Периметр», при этом подчёркивая, что «у этой радиостанции действительно есть своя функция и своя достаточно важная задача».